# Cylisticus major
Cylisticus major là một loài chân đều trong họ Cylisticidae. Loài này được miêu tả khoa học năm 1951 bởi Radu.